# Jardinella exigua
Carnarvonchochlea exigua, más comúnmente conocida como Jardinella exigua, es una especie de molusco gasterópodo de agua dulce, de la familia Hydrobiidae en el orden de los Mesogastropoda. Reside en el noreste de Queensland, cerca de Carnarvon Gorge. Carnarvoncochlea se refiere al lugar de origen, mientras que exigua deriva de la palabra latina "exigus" que significa "pequeño".

## Descripción
C. exigua es un caracol relativamente pequeño, con conchas que solo miden entre 1,2 y 1,7 mm. El caparazón en sí es translúcido y delgado, y su color varía desde un color marrón anaranjado pálido hasta ser completamente incoloro. Es bastante suave y menos texturizado que la mayoría de los otros caracoles de su género. Tiene una concha troquiforme, con una base aplanada y una forma de espiral uniformemente cónica. La pata del caracol parece de tamaño triangular y generalmente no está pigmentada, con la excepción de una mancha negra detrás del ojo y algunas manchas más pequeñas alrededor del hocico. Los lados del pie son de color gris. La rádula del caracol consta de dientes simples y cóncavos que cubren una estructura similar a una lengua. Una de las características más definitorias de C. exigua sería su opérculo. Es bastante fino y de color amarillo pálido. También es singularmente estrecho en comparación con otros gasterópodos, con una longitud de solo 0,7 a 0,92 mm. Tanto los machos como las hembras no son sexualmente dimórficos, y ambos sexos tienen la misma estructura de caparazón, color y proporciones. El único punto de diferenciación entre ellos es la presencia de órganos reproductivos. Excepcionalmente, la mayoría de las hembras de esta especie contienen un pene rudimentario, un rasgo que sólo comparte con Carnovonochlea Carnobonensis y ocasionalmente con Judinella jesswiseae.

## Distribución geográfica
Es endémica de Australia.